# Королевское месторождение нефти
Королевское местонахождение нефти расположено в Эмбинском районе Атырауской области, в 150 км к юго-востоку от города Атырау. Структура местонахождения была установлена в 1960—1975 годах в результате региональных геолого-геофизических работ.
Продуктивные слои обнаружены в надсолевом и подсолевом комплексах. Рудные группы в форме слоя и буюрка расположены в соответствии с технической структурой. Руда сформирована из терригенных горных пород. Толщина насыщенного нефтью слоя 8,4 м. Нефть тяжёлая, плотность 0,965 г/см3, серы 2 %, парафина мало (0.52 %). Нефтяные слои палеозоя связаны с карбонатными образованиями нижнепермского периода. Глубина 3952 м. Продуктивные слои состоят из известняка. Нефть легкая, плотность 0.797—0.8 г/см3. В нефти расплавленный газ, масляный, этан-пропановый, метан 43,36 %, тяжёлые углероды 21 %. Месторождение осваивается.